# Les Irles
Les Irles es una localidad española del municipio de Riudecols, perteneciente a la provincia de Tarragona, en la comunidad autónoma de Cataluña.

## Toponimia
El nombre del lugar puede encontrarse mencionado con las variantes Irlas y Les Irles.

## Historia
Hacia mediados del siglo XIX el lugar, por entonces con ayuntamiento propio, tenía contabilizadas 31 casas. Aparece descrito en el noveno volumen del Diccionario geográfico-estadístico-histórico de España y sus posesiones de Ultramar de Pascual Madoz de la siguiente manera:

IRLAS: l. con ayunt. en la prov. y dióc. de Tarragona (4 1/2 leg.), part. jud. de Falset (2), aud. terr., c. g. de Barcelona (16 1/2): sit. entre pequeños montes, con buena ventilacion y clima templado y sano; las enfermedades comunes son pulmonías. Tiene 31 casas, una fuente de buenas aguas para el surtido del vecindario, y una igl. parr. (San Antonio de Padua) aneja de la de Riudecols; con cuyo térm. confina el de este pueblo por N. y E.; S. con Riudecañas, y O. Pradell; encontrándose en él la casa nombrada Mas den Bosch. El terreno generalmente es de mediana calidad; sus montes no son de consideracion, pero están bastante poblados de árboles de diferentes especies. Los caminos son locales, de herradura. El correo lo recogen los interesados en Riudecols. prod.: trigo, legumbres, vino, aceite y avellanas, y cria alguna caza de conejos. pobl., riqueza y contr.: unido á Riudecols. (V.)
(Madoz, 1847, p. 445)

## Demografía
| Gráfica de evolución demográfica de Las Irlas entre 1857 y 1930 |
| |
| Población de derecho según los censos de población del INE Población de hecho según los censos de población del INEEntre el censo de 1857 y el anterior, aparece este municipio porque se segrega del municipio 3128 (Riudecols) Entre el censo de 1940 y el anterior, este municipio desaparece porque se integra en el municipio 43128 (Riudecols) |

En 2023, tanto la entidad singular de población como el núcleo de población de Les Irles, pertenecientes al término municipal de Riudecols, tenían empadronados 34 habitantes.